# Dr. Dolittle 5
Dr. Dolittle 5 ist eine US-amerikanische Familienkomödie aus dem Jahr 2009 von dem Regisseur Daniel Zamm. Der Film wurde am 11. Juni 2010 in Deutschland auf DVD veröffentlicht.

## Inhalt
Maya reist zusammen mit ihrem Hund Lucky nach Hollywood, wo ihre Begabung, mit Tieren sprechen zu können, ihr schnell zu einer eigenen Talkshow verhilft. Dies zieht so einige Konsequenzen nach sich, unter anderem verliebt sich Lucky in eine Hundedame, die einen angesehenen Stammbaum vorweisen kann. Und Maya träumt noch immer davon, Tierärztin zu werden – vielleicht können Lucky, seine neue Freundin und andere Tiere ihr bei der Verwirklichung ihres Traums helfen.

## Veröffentlichung
Am 19. Mai 2009 wurde Dr. Dolittle 5 auf DVD veröffentlicht. In Deutschland erschien die DVD am 11. Juni 2010.